# Coupe de la CEV masculine 2007-2008
Navigation
Top Teams Cup 2006-2007 Coupe de la CEV 2008-2009
La Coupe de la CEV masculine 2007-2008, nouveau nom de la Top Teams Cup masculine, est la 36e édition de la Coupe de la CEV.

## Premiers tours
32 équipes disputent les seizièmes de finale de la compétition en matchs aller-retour. Les vainqueurs se retrouvent alors en huitièmes de finale puis en quarts de finale. Les quatre clubs encore en lice à l'issue de ces trois premiers tours se qualifient pour le challenge round.

## Challenge round et final four
Lors du challenge round, les quatre vainqueurs des quarts de finale rencontrent respectivement quatre clubs issus de la première phase de la Ligue des champions 2007-2008. Le final four s'est déroulé à Rome du 27 au 28 mars 2008.
|  | Challenge round             | Challenge round             | Challenge round                      | Challenge round |                          |                          | Final Four - Demi-finales            | Final Four - Demi-finales            | Final Four - Demi-finales                   | Final Four - Demi-finales                   |                                             |                                             | Final Four - Finale                  | Final Four - Finale                  | Final Four - Finale                  | Final Four - Finale                  |
|  |                             |                             |                                      |                 |                          |                          |                                      |                                      |                                             |                                             |                                             |                                             |                                      |                                      |                                      |                                      |
|  |                             |                             |                                      |                 |                          |                          | le 23 mars 2008, 17-25, 19-25, 18-25 | le 23 mars 2008, 17-25, 19-25, 18-25 | le 23 mars 2008, 17-25, 19-25, 18-25        | le 23 mars 2008, 17-25, 19-25, 18-25        |                                             |                                             | le 24 mars 2008, 23-25, 18-25, 22-25 | le 24 mars 2008, 23-25, 18-25, 22-25 | le 24 mars 2008, 23-25, 18-25, 22-25 | le 24 mars 2008, 23-25, 18-25, 22-25 |
|  |                             |                             |                                      |                 |                          |                          | le 23 mars 2008, 17-25, 19-25, 18-25 | le 23 mars 2008, 17-25, 19-25, 18-25 | le 23 mars 2008, 17-25, 19-25, 18-25        | le 23 mars 2008, 17-25, 19-25, 18-25        |                                             |                                             | le 24 mars 2008, 23-25, 18-25, 22-25 | le 24 mars 2008, 23-25, 18-25, 22-25 | le 24 mars 2008, 23-25, 18-25, 22-25 | le 24 mars 2008, 23-25, 18-25, 22-25 |
|  | Buducnost Podgoricka Banka  | Buducnost Podgoricka Banka  | 3                                    | 0               |                          |                          | le 23 mars 2008, 17-25, 19-25, 18-25 | le 23 mars 2008, 17-25, 19-25, 18-25 | le 23 mars 2008, 17-25, 19-25, 18-25        | le 23 mars 2008, 17-25, 19-25, 18-25        |                                             |                                             | le 24 mars 2008, 23-25, 18-25, 22-25 | le 24 mars 2008, 23-25, 18-25, 22-25 | le 24 mars 2008, 23-25, 18-25, 22-25 | le 24 mars 2008, 23-25, 18-25, 22-25 |
|  | Buducnost Podgoricka Banka  | Buducnost Podgoricka Banka  | 3                                    | 0               |                          |                          | le 23 mars 2008, 17-25, 19-25, 18-25 | le 23 mars 2008, 17-25, 19-25, 18-25 | le 23 mars 2008, 17-25, 19-25, 18-25        | le 23 mars 2008, 17-25, 19-25, 18-25        |                                             |                                             | le 24 mars 2008, 23-25, 18-25, 22-25 | le 24 mars 2008, 23-25, 18-25, 22-25 | le 24 mars 2008, 23-25, 18-25, 22-25 | le 24 mars 2008, 23-25, 18-25, 22-25 |
|  | Budvanska Rivijera Budva    | Budvanska Rivijera Budva    | 1                                    | 3               |                          |                          | le 23 mars 2008, 17-25, 19-25, 18-25 | le 23 mars 2008, 17-25, 19-25, 18-25 | le 23 mars 2008, 17-25, 19-25, 18-25        | le 23 mars 2008, 17-25, 19-25, 18-25        |                                             |                                             | le 24 mars 2008, 23-25, 18-25, 22-25 | le 24 mars 2008, 23-25, 18-25, 22-25 | le 24 mars 2008, 23-25, 18-25, 22-25 | le 24 mars 2008, 23-25, 18-25, 22-25 |
|  | Budvanska Rivijera Budva    | Budvanska Rivijera Budva    | 1                                    | 3               | Budvanska Rivijera Budva | Budvanska Rivijera Budva | 0                                    | 0                                    |                                             |                                             |                                             |                                             | le 24 mars 2008, 23-25, 18-25, 22-25 | le 24 mars 2008, 23-25, 18-25, 22-25 | le 24 mars 2008, 23-25, 18-25, 22-25 | le 24 mars 2008, 23-25, 18-25, 22-25 |
|  |                             |                             |                                      |                 | Budvanska Rivijera Budva | Budvanska Rivijera Budva | 0                                    | 0                                    |                                             |                                             |                                             |                                             | le 24 mars 2008, 23-25, 18-25, 22-25 | le 24 mars 2008, 23-25, 18-25, 22-25 | le 24 mars 2008, 23-25, 18-25, 22-25 | le 24 mars 2008, 23-25, 18-25, 22-25 |
|  |                             |                             | Noliko Maaseik                       | Noliko Maaseik  | 3                        | 3                        |                                      |                                      |                                             |                                             |                                             |                                             | le 24 mars 2008, 23-25, 18-25, 22-25 | le 24 mars 2008, 23-25, 18-25, 22-25 | le 24 mars 2008, 23-25, 18-25, 22-25 | le 24 mars 2008, 23-25, 18-25, 22-25 |
|  | Noliko Maaseik              | Noliko Maaseik              | Noliko Maaseik                       | Noliko Maaseik  | 3                        | 3                        | 3                                    | 1                                    |                                             |                                             |                                             |                                             | le 24 mars 2008, 23-25, 18-25, 22-25 | le 24 mars 2008, 23-25, 18-25, 22-25 | le 24 mars 2008, 23-25, 18-25, 22-25 | le 24 mars 2008, 23-25, 18-25, 22-25 |
|  | Noliko Maaseik              | Noliko Maaseik              | le 23 mars 2008, 17-25, 18-25, 22-25 |                 |                          |                          | 3                                    | 1                                    |                                             |                                             |                                             |                                             | le 24 mars 2008, 23-25, 18-25, 22-25 | le 24 mars 2008, 23-25, 18-25, 22-25 | le 24 mars 2008, 23-25, 18-25, 22-25 | le 24 mars 2008, 23-25, 18-25, 22-25 |
|  | Wkret-Met Domex Częstochowa | Wkret-Met Domex Częstochowa | 1                                    | 3               |                          |                          |                                      |                                      |                                             |                                             |                                             |                                             | le 24 mars 2008, 23-25, 18-25, 22-25 | le 24 mars 2008, 23-25, 18-25, 22-25 | le 24 mars 2008, 23-25, 18-25, 22-25 | le 24 mars 2008, 23-25, 18-25, 22-25 |
|  | Wkret-Met Domex Częstochowa | Wkret-Met Domex Częstochowa | 1                                    | 3               | Noliko Maaseik           | Noliko Maaseik           | 0                                    | 0                                    |                                             |                                             |                                             |                                             |                                      |                                      |                                      |                                      |
|  |                             |                             |                                      |                 | Noliko Maaseik           | Noliko Maaseik           | 0                                    | 0                                    |                                             |                                             |                                             |                                             |                                      |                                      |                                      |                                      |
|  |                             |                             | M. Roma Volley                       | M. Roma Volley  | 3                        | 3                        |                                      |                                      |                                             |                                             |                                             |                                             |                                      |                                      |                                      |                                      |
|  | Iraklis Thessaloniki        | Iraklis Thessaloniki        | M. Roma Volley                       | M. Roma Volley  | 3                        | 3                        | 3                                    | 2                                    |                                             |                                             |                                             |                                             |                                      |                                      |                                      |                                      |
|  | Iraklis Thessaloniki        | Iraklis Thessaloniki        |                                      |                 |                          |                          |                                      |                                      |                                             |                                             |                                             |                                             |                                      |                                      |                                      |                                      |
|  | Fakel Novy Ourengoï         | Fakel Novy Ourengoï         | 1                                    | 3               |                          |                          |                                      |                                      |                                             |                                             |                                             |                                             |                                      |                                      |                                      |                                      |
|  | Fakel Novy Ourengoï         | Fakel Novy Ourengoï         | 1                                    | 3               | Fakel Novy Ourengoï      | Fakel Novy Ourengoï      | 0                                    | 0                                    | Match pour la troisième place               | Match pour la troisième place               | Match pour la troisième place               | Match pour la troisième place               |                                      |                                      |                                      |                                      |
|  |                             |                             |                                      |                 | Fakel Novy Ourengoï      | Fakel Novy Ourengoï      | 0                                    | 0                                    | Match pour la troisième place               | Match pour la troisième place               | Match pour la troisième place               | Match pour la troisième place               |                                      |                                      |                                      |                                      |
|  |                             |                             | M. Roma Volley                       | M. Roma Volley  | 3                        | 3                        |                                      |                                      | le 24 mars 2008, 21-25, 25-19, 25-23, 29-27 | le 24 mars 2008, 21-25, 25-19, 25-23, 29-27 | le 24 mars 2008, 21-25, 25-19, 25-23, 29-27 | le 24 mars 2008, 21-25, 25-19, 25-23, 29-27 |                                      |                                      |                                      |                                      |
|  | Olympiacos Le Pirée         | Olympiacos Le Pirée         | M. Roma Volley                       | M. Roma Volley  | 3                        | 3                        | 0                                    | 0                                    | le 24 mars 2008, 21-25, 25-19, 25-23, 29-27 | le 24 mars 2008, 21-25, 25-19, 25-23, 29-27 | le 24 mars 2008, 21-25, 25-19, 25-23, 29-27 | le 24 mars 2008, 21-25, 25-19, 25-23, 29-27 |                                      |                                      |                                      |                                      |
|  | Olympiacos Le Pirée         | Olympiacos Le Pirée         |                                      |                 |                          |                          |                                      | 0                                    |                                             |                                             | Budvanska Rivijera Budva                    | Budvanska Rivijera Budva                    | 3                                    | 3                                    |                                      |                                      |
|  | M. Roma Volley              | M. Roma Volley              | 3                                    | 3               |                          |                          |                                      |                                      |                                             |                                             | Budvanska Rivijera Budva                    | Budvanska Rivijera Budva                    | 3                                    | 3                                    |                                      |                                      |
|  | M. Roma Volley              | M. Roma Volley              | 3                                    | 3               | Fakel Novy Ourengoï      | Fakel Novy Ourengoï      | 1                                    | 1                                    |                                             |                                             |                                             |                                             |                                      |                                      |                                      |                                      |
|  |                             |                             |                                      |                 |                          |                          |                                      |                                      |                                             |                                             |                                             |                                             |                                      |                                      |                                      |                                      |

## Récompenses individuelles
- MVP :  Manuel Coscione (M. Roma Volley)
- Meilleur marqueur :  Krasimir Stefanov (Budvanska Rivijera Budva)
- Meilleur attaquant :  Ivan Miljković (M. Roma Volley)
- Meilleur contreur :  Luigi Mastrangelo (M. Roma Volley)
- Meilleur Serveur :  Luigi Mastrangelo (M. Roma Volley)
- Meilleur réceptionneur :  Nicholas Cundy (Noliko Maaseik)
- Meilleur passeur :  Nuno Pinheiro (Noliko Maaseik)